# Зотов, Константин Васильевич
Зотов, Константин Васильевич (7 ноября 1906 — 8 января 1990) — советский график, иллюстратор, плакатист, художник мультипликации.

## Биография
Учился в художественной школе при 1-й Образцовой типографии (1919—1925). В 1925—1934 годах работал в журналах «Комар», «Мурзилка», «Зорька», в 1940-е годы — художник политплаката.
В 1944—1951 — художник-постановщик к/ст «Союзмультфильм». В анимации работал с режиссёрами Д. Н. Бабиченко, П. П. Сазоновым, Г. З. Ломидзе, Б. П. Дежкиным и Г. Ф. Филипповым.
Затем работал в журналах «Весёлые картинки», «Молодая гвардия», «Малыш» (1961—1964), иллюстрировал книги.
Он нарисовал мультфильмы: Олень и Волк (1950), Кто первый? (1950), Охотничье ружье (1948).

## Семья
- Сын — художник Олег Зотов
- Дочь — художница Марина Зотова